# شکاف قیمت پیشنهادی خرید و فروش
شکاف قیمت پیشنهادی خرید و فروش (به انگلیسی: Bid–ask spread یا bid/offer spread) عبارت است از مابه‌التفاوت مظنه‌های قیمت اوراق بهادار (نظیر سهام، قرارداد آتی، اختیار معامله، یا جفت ارز) برای یک فروش فوری (پیشنهاد خرید) و برای یک خرید فوری (پیشنهاد فروش) که می‌تواند توسط یک بازار گردان یا در یک دفتر سفارش محدود ایجاد شود. اندازهٔ این شکاف در اوراق بهادار، یکی از معیارهای سنجش نقدشوندگی بازار و میزان هزینه مبادلات است. اگر شکاف، صفر باشد، دارایی مذکور بدون اصطکاک است.

## نقدشوندگی
شخصی که مبادله را آغاز می‌کند، تقاضاکننده نقدشوندگی و طرف مقابل مبادله، عرضه‌کننده نقدشوندگی است. تقاضا کنندگان نقدشوندگی، سفارش بازار می‌دهند و عرضه کنندگان نقدشوندگی، سفارش محدود ثبت می‌کنند. در صورت خرید و فروش هم‌زمان یااصطلاحا (به انگلیسی: round trip) باشد، تقاضاکننده نقدشوندگی، شکاف قیمتی را پرداخت می‌کند و عرضهٔ‌کننده نقدشوندگی، آن را دریافت می‌کند.
مجموع سفارش‌ها محدود در حالت انتظار (یعنی سفارش‌ها محدودی که هنوز اجرا نشده‌اند) در یک زمان معین، دفتر سفارش محدود نامیده می‌شود.
در برخی بازارها، مثل نزدک، معامله گران عرضه‌کننده نقدشوندگی هستند. هرچند در بیشتر بازارهای بورس، مثل بورس اوراق بهادار استرالیا، عرضه‌کننده از پیش تعیین شده‌ای برای نقدشوندگی وجود ندارد و نقدشوندگی توسط دیگر اشخاص معامله کننده، عرضه می‌شود. در این بازارها و حتی در نزدک، افراد و نهادها می‌توانند با ثبت سفارش محدود، عرضه کنندهٔ نقدشوندگی باشند.
شکاف قیمت پیشنهادی خرید و فروش، معیاری پذیرفته شده برای هزینه‌های نقدشوندگی در بورس‌های اوراق بهادار و کالاها می‌باشد.
در هر بورس استاندارد شده‌ای، دو المان، تقریباً تشکیل دهندهٔ تمام هزینه‌های مبادلات هستند؛ کارمزد کارگزاران و شکاف قیمت پیشنهادی خرید و فروش.
در شرایط رقابتی، این شکاف، معیار سنجش هزینهٔ انجام مبادلات بدون هیچ گونه تاخیری است.
تفاوت قیمت پرداختی و دریافتی بین خریدار و فروشنده فوری، هزینهٔ نقدشوندگی است. از آنجایی که کمیسیون‌های کارگزاری در زمان انجام مبادله، با گذشت زمان تغییر نمی‌کند، اختلافاف بین شکاف قیمت نشان دهندهٔ اختلافات در هزینهٔ نقدشوندگی است.

## شکاف به صورت درصدی
این شکاف از فرمول زیر محاسبه می‌شود
{\displaystyle {\frac {{\hbox{offer}}-{\hbox{bid}}}{\hbox{offer}}}\times 100\%}

## مثال: شکاف در ارز
اگر قیمت پیشنهادی خرید برای جفت ارز EUR/USD برابر ۱٫۵۷۶۰ باشد و قیمت پیشنهادی فروش آن ۱٫۵۷۶۳، بدان معناست که در حال حاضر، شما می‌توانید آن جفت ارز را به قیمت ۱٫۵۷۶۰ بفروشید و به بقیمت ۱٫۵۷۶۳، خریداری نمایید. مابه‌التفاوت بین این دو قیمت (۳ پیپ (مالی))، همان شکاف قیمتی است.
اگر جفت ارز USD/JPY در حال حاضر به نسبت ۱۰۱٫۸۹/۱۰۱٫۹۲ معامله شود، یعنی قیمت پیشنهادی خرید این جفت ارز ۱۰۱٫۸۹ و قیمت پیشنهادی فروش آن ۱۰۱٫۹۲ است. این بدان معنی است که دارندگان USD، می‌توانند، هر دلار را در ازای 101.89 JPY بفروشند و سرمایه گذارانی که مایل به خرید دلار هستند می‌توانند همین کار را با 101.92 JPY، به ازای هر دلار انجام دهند.